# مينتز (نيويورك)
مينتز (بالإنجليزية: Mentz, New York)‏ هي بلدة أمريكية تقع في الولايات المتحدة في مقاطعة كايوغا، نيويورك. يقدر عدد سكانها بـ 2,378 نسمة ومساحتها 44.5 كم2 و وترتفع عن سطح البحر 149 متر.